# Ulica Młyńska w Poznaniu
Ulica Młyńska – ulica w centrum Poznania, pomiędzy pl. Cyryla Ratajskiego na zachodzie, a ul. Solną na wschodzie. Nawierzchnia w większości z kostki brukowej. Na całej długości jednokierunkowa, z wyznaczonym kierunkiem ruchu w stronę ulicy Solnej.

## Nazwa
Nazwa traktu wywodzi się od licznych w tym rejonie młynów, które pracowały napędzane siłami rzeki Bogdanki, dziś w tym rejonie skanalizowanej. Obecna zabudowa pochodzi głównie z XIX wieku, kiedy to powstały przy niej liczne okazałe kamienice, a także gmach dzisiejszego sądu. 

## Obiekty
Przy ul. Młyńskiej znajdują się m.in.:
- budynek PZU (róg placu Ratajskiego),
- numer 11 - kiedyś mieściła się tutaj najstarsza w mieście publiczna szkoła średnia dla dziewcząt (założona w 1830), tzw. Luisenschule - obecnie jej tradycje kontynuuje VII LO,
- dawny konsystorz protestancki - neogotycki, z charakterystyczną klatką schodową w wieży (przed zbudowaniem Collegium Maius mieściła się tutaj także siedziba Komisji Kolonizacyjnej),
- pomnik Dzieci Czerwca 1956,
- gmach Sądu Powiatowego zaprojektowany przez architektów z Berlina - Grüttera i Hirta w formach ciężkiego neobaroku, zawierający imponujące wnętrza i hole,
- areszt śledczy na narożniku ul. Solnej, którego najstarsze części pochodzą z połowy XIX wieku (w czasie II wojny światowej zamordowano tu, także gilotyną, ponad 1600 osób upamiętnionych pomnikiem, a w 1956, w czasie Powstania Poznańskiego, uwolniono więźniów brawurowym szturmem),
- pomnik Ofiar Więzienia przy ul. Młyńskiej.

Z uwagi na obecność sądu i aresztu śledczego, trakt bywa żartobliwie nazywany przez mieszkańców miasta najdłuższą ulicą Poznania.

## Galeria

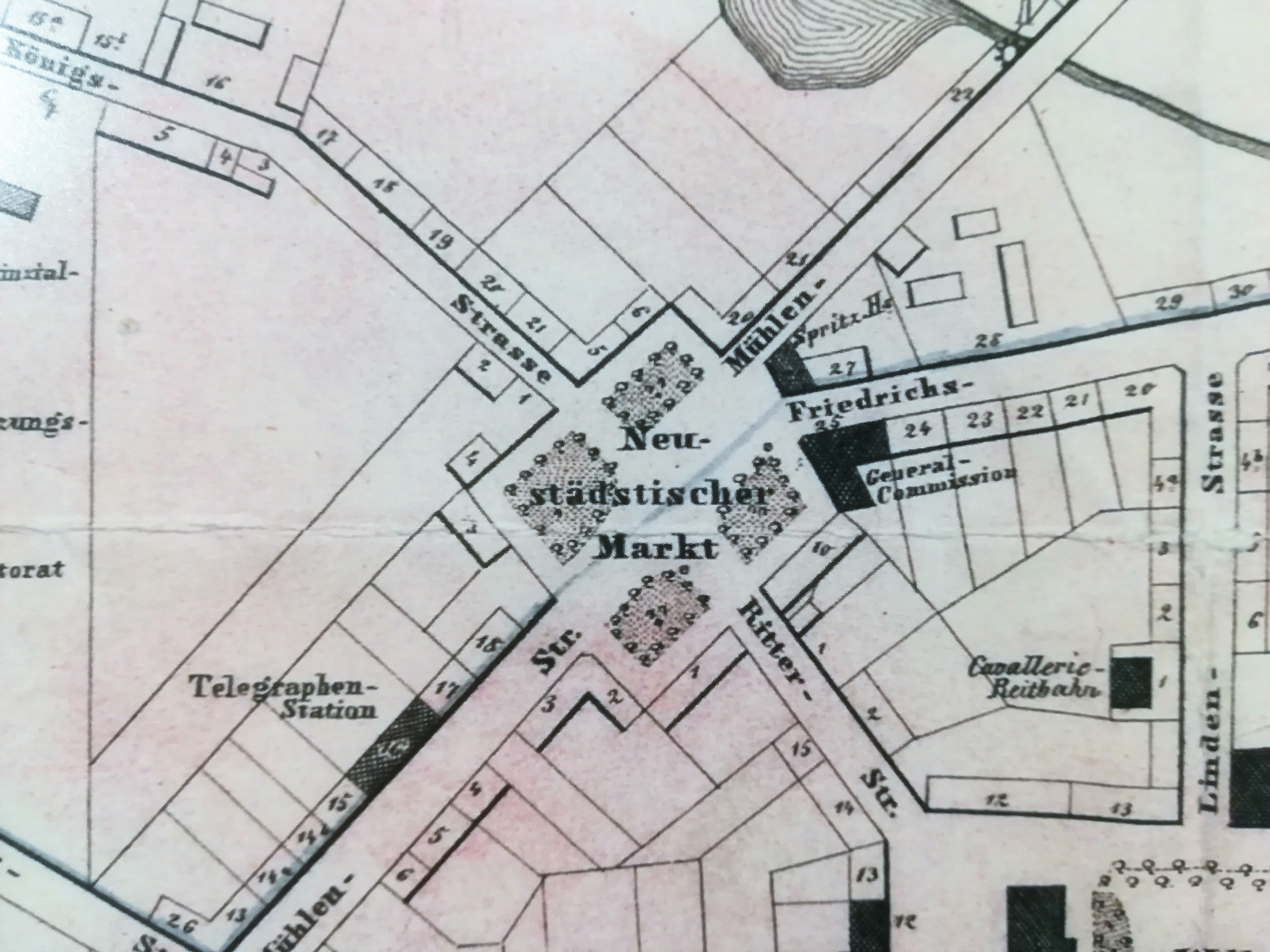
Ulica w 1856, w swoim dłuższym przebiegu (z obu stron Placu Cyryla Ratajskiego). Nad nieistniejącym stawem w górnej części planu zaznaczony jest młyn stojący bezpośrednio przy ulicy